# نشان هشدار (فیلم)
«نشان هشدار» (انگلیسی: Warning Sign (film)) فیلمی در ژانر ترسناک و علمی–تخیلی است که در سال ۱۹۸۵ منتشر شد.

## بازیگران
- سام واترستون
- کاتلین کویینلان
- جفری دی‌مان
- ریچارد دیسارت
- جرج ویلیام بیلی
- جری هاردین
- کیث سارابایکا
- ریک روسویچ